# De'Aaron Fox

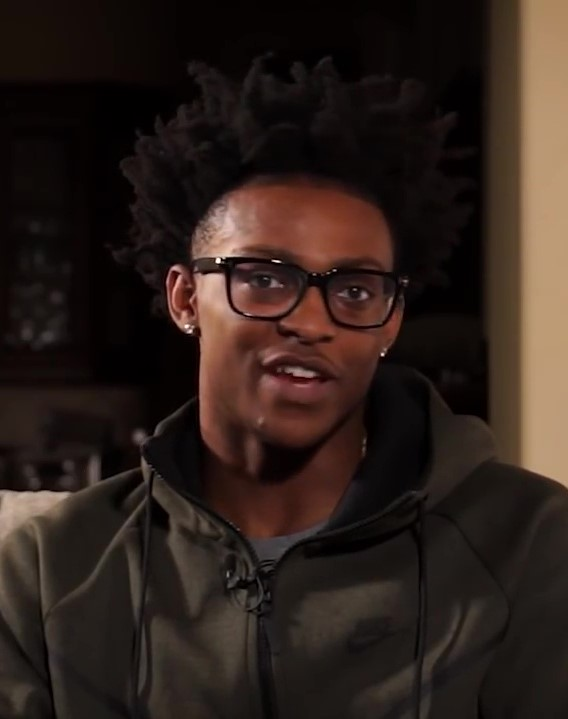
De'Aaron Fox, 2018.

De'Aaron Martez Fox, född 20 december 1997 i New Orleans i Louisiana, är en amerikansk professionell basketspelare (PG) som spelar för San Antonio Spurs i National Basketball Association (NBA). Han har tidigare spelat för Sacramento Kings.
Fox draftades av Sacramento Kings i första rundan i 2017 års draft som femte spelare totalt.
Innan han blev proffs studerade Fox vid University of Kentucky och spelade för deras idrottsförening Kentucky Wildcats.